# Гжицкий, Владимир Зенонович
Владимир Зенонович Гжицкий (укр. Ґжицький Володимир Зенонович ; 15 октября 1895, с. Островец, Австро-Венгрия — 19 декабря 1973, Львов) — украинский советский писатель, публицист, переводчик, мемуарист.

## Биография
Сын сельского учителя. Брат Степана Гжицкого (1900—1976), учёного-ветеринара, доктора наук, профессора, члена-корреспондента АН УССР, академика, основателя украинской научной школы ветеринарной биохимии.
Учёбу в гимназии не окончил в связи с началом Первой мировой войны. В чине поручика воевал в составе Украинской галицкой армии.
В 1919 перешёл границу через р. Збруч, добрался до Харькова, тогда столицы Украины. Работал на разных работах — рабочим на мельнице, разносил газеты и т. д.
Учился в институте сельского хозяйства. Был членом Союза крестьянских писателей «Плуг», затем, как выходец из Галичины — вступил в литературную организацию «Западная Украина».
В 1933 был обвинён в участии в УВО. В 1934 решением суда был приговорён к 10 годам лагерей, заключение отбывал в Коми АССР. В 1946 был повторно приговорён к 4 годам заключения. После смерти Сталина Гжицкий обратился с ходатайством о пересмотре его дела, однако оно осталось не удовлетворенным. Лишь в 1956 писатель был реабилитирован.
Умер в 1973 году во Львове. Похоронен на Лычаковском кладбище.

## Творчество
В. Гжицкий начинал как поэт и драматург, о чём свидетельствуют поэтический сборник «Трембітині тони» (1924), драматические произведения для детей, которые успешно ставили в театрах Харькова: «По зорі» (1925), «Вибух» (1927), пьеса «Наступ» на тему классовой борьбы на селе в период коллективизации (1931). Со временем раскрылся талант прозаика В. Гжицкого.
Первая повесть «Муца» вышла в 1928. Вскоре увидели свет его известный роман «Чёрное озеро» (1929, новая ред. 1957), написанный после поездки на Алтай в составе творческой группы во главе с А. Довженко, сборник рассказов «Цісарське право», роман о шахтёрах Донбасса «Захар Вовгура» (1932).
После заключения написал автобиографическую трилогию «У світ широкий» (1960), «Великі надії», «Ніч і день» (обе в 1963).
Автор исторических романов «Опришки» (1962), «Кармелюк» (1971), автобиографической повести «Слово честі» (1968); ряда произведений для детей.
Переводил с польского произведения А. Мицкевича, Ю. Словацкого, Б. Пруса, Г. Запольской, Ю. Тувима, Б. Ясенского и др., а также сербо-лужицкие народные песни.

## Переводы на русский язык
- Чёрное озеро (Кара-Кол) : роман. — М., 1930 и М., 1960.
- Большие надежды : роман. — М., 1966.
- Опришки; Кармалюк : исторические романы. — М., 1974 и М., 1980.